# Parnawa (stacja towarowa)
Parnawa (est. Pärnu kaubajaam) – stacja kolejowa w miejscowości Parnawa, w prowincji Parnawa, w Estonii. Położona jest na linii Tallinn – Parnawa.
Współcześnie obsługuje wyłącznie ruch towarowy. Od 8 grudnia 2018 wstrzymany jest ruch pasażerski na linii.
Jest to ostatnia stacja na linii. Dawniej linia biegła dalej do przystanku Parnawa i stacji pasażerskiej Parnawa.